# La passió cega
 La passió cega  (original: They Drive By Night) és un thriller estatunidenc de Raoul Walsh, estrenat el 1940. Ha estat doblada al català.

## Argument
Joe Fabrini (George Raft) i Paul Fabrini (Humphrey Bogart) són dos germans que treballen a la regió de San Francisco. Endeutats, els costa sortir-se'n i acabar de pagar el seu camió, i nombroses contrarietats no els ajuden. Un dia tanmateix, Joe troba treball en l'empresa d'Ed Carlsen (Alan Hale). Tot sembla estar millor per a ell, el treball li agrada, com la bonica Cassie (Ann Sheridan) de qui aviat s'enamora. Però, Lana (Ida Lupino), la dona del seu patró, s'enamora de Joe.

## Repartiment
- George Raft: Joe Fabrini
- Ann Sheridan: Cassie Hartley
- Ida Lupino: Lana Carlsen
- Humphrey Bogart: Paul Fabrini
- Gale Page: Pearl Fabrini
- Alan Hale: Ed Carlsen
- Roscoe Karns: Irish McGurn
- John Litel: Harry McNamara
- George Tobias: George Rondolos

I, entre els actors que no surten als crèdits :
- Joyce Compton: Sue Carter
- Howard C. Hickman: El jutge